# Heodes violacea
Heodes violacea är en fjärilsart som beskrevs av Ksienschopolski 1912. Heodes violacea ingår i släktet Heodes och familjen juvelvingar. Inga underarter finns listade i Catalogue of Life.